# Conflit politique jamaïcain
Le conflit politique jamaïcain se présente comme une querelle de longue date entre les factions de droite et de gauche au sein du pays, souvent exacerbée par des accès de violence. Le Parti travailliste jamaïcain (JLP) et le Parti national du peuple (PNP) s'affrontent depuis de nombreuses années pour la domination de l'île, et cette rivalité a favorisé l'émergence d'une guerre urbaine à Kingston. Chaque faction soupçonne l'autre d'être manipulée par des influences étrangères : le JLP serait soutenu par la Central Intelligence Agency (CIA) des États-Unis, tandis que le PNP bénéficierait de l'appui de l'Union soviétique et de Cuba.

## Histoire

### Les débuts avant l'indépendance
En 1943, le Parti travailliste jamaïcain (JLP) et le Parti national du peuple (PNP) s'étaient affirmés comme les principaux partis politiques adverses de la Jamaïque, émanant des récents troubles ouvriers dans les Caraïbes. Après les élections de 1944, la violence devint un élément omniprésent de leur antagonisme. Alexander Bustamante se mit à inciter à l'agression envers les partisans du PNP, les accusant d'être communistes. De plus, Alexander Bustamante entreprit de s'adresser spécifiquement à ses électeurs politiques, octroyant des visas de travail aux migrants selon des critères politiques qui lui étaient favorables.

### Formation de garnisons
En 1962, la Jamaïque accéda à l'indépendance et, dès l'année suivante, les factions politiques commencèrent à suborner des membres de la sous-culture des « rude boys » afin qu'ils s'engagent dans des conflits territoriaux avec leurs adversaires politiques. Une fois le JLP parvenu au pouvoir, il entreprit la démolition d'un bidonville sympathisant du PNP pour y ériger, à partir de 1965, le Tivoli Gardens. Ce projet fut supervisé par Edward Seaga, et Tivoli Gardens devint une garnison du JLP. En réaction, le PNP établit ses propres garnisons, consolidant ainsi la tradition des communautés de garnison violentes en Jamaïque. Lors des élections de 1966, les fusillades devinrent monnaie courante, des attentats à la bombe eurent lieu et les forces de police furent régulièrement prises pour cible. Ces violences se soldèrent par plus de 500 blessés, 20 morts et 500 arrestations au cours des descentes de police.

### Escalade de la violence politique
La violence politique sporadique se mua en une véritable guerre urbaine à la suite d'une série d'explosions de violences. La rébellion de Henry, l'incident de Coral Gardens, les émeutes anti-chinoises de 1965, l'état d'urgence de 1966-1967, et enfin les émeutes de Rodney furent autant de jalons marquant le début d'un nationalisme ethnique prégnant dans la politique jamaïcaine. Ces événements concoururent à la normalisation de la violence politique au sein de la société jamaïcaine, en instillant un climat de tension qui perdure.
La violence politique a atteint un degré alarmant en Jamaïque, devenant une réalité omniprésente. Les factions politiques ont commencé à rétribuer les chefs criminels afin de s'assurer l'allégeance des gangs locaux. Les menaces et les tentatives d'assassinat se sont multipliées. En 1974, le Parti national du peuple (PNP) a publiquement professé son adhésion aux idéaux du socialisme démocratique. Le candidat du PNP, Michael Manley, a entamé des louanges publiques à l'égard de Fidel Castro. Parallèlement, le Parti travailliste de Jamaïque (JLP) s'est affirmé comme une force conservatrice, opposée à ce nouvel élan de gauchisme. Dans ce contexte, la Central Intelligence Agency (CIA) a commencé à fournir des armes aux milices affiliées au JLP.
Lors des élections de 1976, plus d’une centaine de personnes furent assassinées dans le cadre des conflits en cours, tandis que les partis politiques commençaient à constituer des formations paramilitaires. En 1978, cinq partisans du JLP furent massacrés par des soldats des forces régulières jamaïcaines. Dans ce contexte troublé, la musique reggae s’érigea en une voix pour la paix, culminant dans le concert historique One Love Peace, organisé dans l’espoir d’instaurer la concorde. Lors des élections de 1980, le pays fut de nouveau secoué par des violences politiques d’une intensité accrue, aboutissant à l'assassinat de 844 personnes dans les affrontements précédant le scrutin.

### Implication dans le trafic de drogue
Dans les années 1980, le Parti travailliste jamaïcain (JLP) s'empara du pouvoir et promulgua une politique néolibérale. Les factions criminelles exprimèrent bientôt leur mécontentement face à la réduction des subventions octroyées par leurs dirigeants politiques. Concomitamment, sous l'effet des campagnes de la Drug Enforcement Administration (DEA), elles se détournèrent du trafic de marijuana pour se consacrer au commerce de la cocaïne. Ayant rapidement amassé des richesses considérables, ces gangs prirent une part plus active dans la gouvernance des communautés de garnison sous leur emprise. Parmi ces gangs nouvellement enrichis, le Shower Posse, affilié au JLP, se distingua particulièrement. La Central Intelligence Agency (CIA) octroya à ce dernier des armes, une formation militaire ainsi que des moyens de transport vers les États-Unis.

### Troubles de Kingston en 2010
Les émeutes de Kingston en 2010, un conflit armé opposant la Jamaïque et le Shower Posse, éclatèrent le 23 mai de la même année. À cette date, des membres de ce groupe criminel prirent d'assaut quatre commissariats de police situés dans le sud-ouest de Kingston. Ils réussirent à piller et à incendier partiellement l'un de ces commissariats, tandis qu'un second fut également la proie des flammes,.
Dans la nuit du 23 mai 2010, les autorités gouvernementales de la Jamaïque proclamèrent l'état d'urgence dans la capitale, Kingston, ainsi que dans la paroisse de Saint-André, pour une durée d'un mois.
Sous la pression de la communauté internationale, le gouvernement de la Jamaïque a consenti à appréhender et à extrader le notoire chef de gang Christopher Coke. Divers organes de presse jamaïcains ont émis l'hypothèse que le délai écoulé avant l'arrestation de Coke était imputable à l'appui politique qu'il aurait prodigué au Premier ministre Bruce Golding. Lors des opérations de capture et des tentatives d'arrestation de Coke, de violents affrontements armés éclatèrent à travers Kingston, orchestrés par ses partisans dans le but de faire échec à son arrestation.

### Tentatives d'accords de paix
Nonobstant la conclusion de multiples accords de paix, il subsiste une pratique persistante au sein des partis politiques consistant à gratifier des individus criminels en échange de leur soutien, tout en promouvant l'établissement de garnisons paramilitaires.

## Communautés de garnison
Les circonscriptions de garnison en Jamaïque constituent des ensembles résidentiels érigés par les autorités gouvernementales, destinés à loger des résidents soigneusement sélectionnés qui apportent un soutien sans réserve à un dirigeant politique local. Depuis l'année 2001, il existe environ quinze communautés de garnison inconditionnelles sur l'île. Les habitants de ces garnisons organisent des groupes d'autodéfense impliqués dans des conflits politiques persistants.
À l'origine motivés exclusivement par des considérations politiques, ces groupes ont progressivement étendu leurs activités au trafic de stupéfiants, évoluant ainsi vers ce que l'on nomme les "possédés jamaïcains". Ces entités sont bien pourvues en armement, souvent équipées de fusils d'assaut et même de lance-grenades. Depuis les années 1980, leur implication dans le trafic de drogue s'est intensifiée, réduisant leur dépendance à l'égard des politiciens pour leur approvisionnement en armes.
Actuellement, environ 80% de leur arsenal provient du sud de la Floride, tandis que d'autres équipements, y compris des protections corporelles, semblent être acquis par le biais d'échanges avec des éléments corrompus au sein des forces de l'ordre, suggérant une implication de policiers dans leur approvisionnement.